# Pedro Ferris
Pedro Ferris, né le 15 avril 1415/ 1416 à Cocentaina, Espagne, et mort le 25 septembre 1478 à Rome, est un cardinal espagnol. Ferris est un enfant illégitime et est un parent du pape Paul II.

## Biographie
Ferris étudie notamment à l'université de Bologne. À Rome, il entre en service  du cardinal Guillaume-Hugues d'Estaing, évêque de Metz, comme magister domus et auditor suus, et du cardinal Pietro Barbo, le futur pape Paul II. Il est notamment chanoine à Majorque, auditeur  à la Rote romaine, référendaire apostolique et commissaire apostolique à Liège. En 1462 Ferris est nommé légat apostolique en Allemagne.
En 1464 Ferris est nommé évêque de Tarazona. Ferris rend beaucoup de services aux papes et est appelé le dextera Pontificum, la main droite du pontife.
Il est créé  cardinal in pectore par le pape Paul II dans le consistoire secret du 21 novembre 1468 mais sa création n'est pas publiée. Il est créé cardinal par le pape Sixte IV lors du consistoire de 15 décembre 1476. Le cardinal Ferris est agent du roi d'Aragon à Rome entre 1474 et 1479. Il fonctionne comme camerlingue du Sacré Collège pendant l'absence du titulaire à cause de la peste. En 1478, il est nommé abbé commendataire de l'abbaye de San Juan de Corias dans le diocèse d'Oviedo, et de Santa Maria de Verola, dans le diocèse de Tarazona. Il possède une grande  bibliothèque et est très intéressé par les lettres et l'histoire.